# Paradoxecia gravis
Paradoxecia gravis är en fjärilsart som beskrevs av Walker 1864. Paradoxecia gravis ingår i släktet Paradoxecia och familjen glasvingar. Inga underarter finns listade i Catalogue of Life.